# 17043 Santucci
17043 Santucci è un asteroide della fascia principale. Scoperto nel 1999, presenta un'orbita caratterizzata da un semiasse maggiore pari a 2,166362 UA e da un'eccentricità di 0,036491, inclinata di 2,846195° rispetto all'eclittica.